# شالوا نتلاشویلی
شالوا نَتِلاشویلی(به گرجی: შალვა ნათელაშვილი)(زاده ۱۷ فوریه ۱۹۵۸) سیاستمدار گرجی و بنیان گذار حزب کارگر گرجستان است و از سال ۱۹۹۵ ریاست آن را به عهده دارد.او رئیس مرکز بین المللی ژئوپولوتیک است.